# Щурм на Измаил
Щурмът на Измаил се състои на 22 декември 1790 г. след обсада на турската крепост от руски войски, командвани от Александър Суворов, който е победил турците при Кинбурн, при Очаков и при Фокшани. Суворов има 31 000 войници срещу 35 000 турски.

## Предистория
През 1790 г. Южната армия на Григорий Потьомкин, след поредица победи, достига до Измаил – най-силната крепост на левия бряг на Дунав, укрепена по последните изисквания на крепостното изкуство и считана за непревземаема. Обсадата на Измаил се затяга. Потьомкин предава по-нататъшната обсада на Суворов, който пристига в руския лагер на 13 декември.

## Щурмът
В продължение на 8 дни Суворов подготвя войските за щурм, изграждайки ров и вал по подобие на измаилските. Накрая, той изпраща ултиматум до командира на крепостта Айдозле Мехмет паша, изисквайки той да се предаде. След отказа на пашата 22 декември 1790 г., руските войски, командвани от Суворов, започват да бомбардират Измаил, продължавайки до 3 ч. сутринта, а в 5.30 ч. го щурмуват. Руснаците напредват от север, изток и запад и до 8 ч. влизат в града. Руските загуби са 2136 убити и 3214 хиляди ранени. Турците губят 26 000 убити и 9000 пленени. Превземането на Измаил се оказва един от решаващите фактори за победата във войната.
„Гордият Измаил падна в нозете на Ваше Императорско Величество“ – донася на императрицата Суворов и същевременно пише до своя фелдмаршал: „Руските знамена са на стените на Измаил!“

## Последици
Ден по-късно Суворов пристига в Яш, за да докладва на фелдмаршал Потьомкин. При срещата им князът го прегръща и го запитва: „С какво мога да Ви наградя за Вашите заслуги?“. „Не, Ваша светлост, аз не съм търговец и не съм дошъл при Вас да се пазаря. Мен, освен Бог и Всемилостивата Господарка, никой не може да ме награждава!“ – отговорил Суворов. Фелдмаршалът почервенял, замълчал и излязъл. Суворов получава почетното звание „подполковник на лейбгвардията на Преображенския полк“.
На победата при Измаил е посветен химнът „Гром победы, раздавайся!“, който до 1816 г. е неофициален химн на Руската империя.